# Hypothyris mansuetus
Espèce
Hypothyris mansuetus est un insecte lépidoptère  de la famille des Nymphalidae, de la sous-famille des Danainae et du genre Hypothyris.

## Dénomination
Hypothyris mansuetus a été décrit par William Chapman Hewitson en 1860 sous le nom initial de Mechanitis mansuetus.

### Sous-espèces
- Hypothyris mansuetus mansuetus; présent au Pérou.
- Hypothyris mansuetus amica (Weymer, 1883); présent en Colombie et en Équateur.
- Hypothyris mansuetus deemae Fox, 1943; présent au Pérou.
- Hypothyris mansuetus klotsi Fox, 1941; présent au Pérou.
- Hypothyris mansuetus meterus (Hewitson, 1860); présent au Pérou.
- Hypothyris mansuetus zephyrus Fox, 1945 présent en Équateur
- Hypothyris mansuetus ssp; présent au Pérou[1].

## Description
Hypothyris mansuetus est un papillon à corps fin, d'une envergure d'environ 65 mm, aux ailes à apex arrondi et aux ailes antérieures à bord interne concave. Les ailes antérieures sont orange tachetées de marron à apex marron séparé par une bande jaune pâle dentelée.  Les ailes postérieures sont orange avec une marque  marron au bord costal.
Le revers est semblable.

## Écologie et distribution
Hypothyris mansuetus est présent  en Colombie, en Équateur et au Pérou,.

### Protection
Pas de statut de protection particulier.